# 薩格勒布國家和大學圖書館
薩格勒布國家和大學圖書館（原稱）是克羅地亞的國家圖書館，也是薩格勒布大學的大學主圖書館。
該圖書館的歷史可追溯至1607年，現在的大樓則是由克羅地亞建築師韋利米爾·奈德哈特等於1978年至1984年間建成的，1995年圖書館正式搬到現址。

## 外部連結
维基共享资源上的相關多媒體資源：薩格勒布國家和大學圖書館
45°47′48″N 15°58′39″E / 45.79667°N 15.97750°E